# Akio Kaminaga

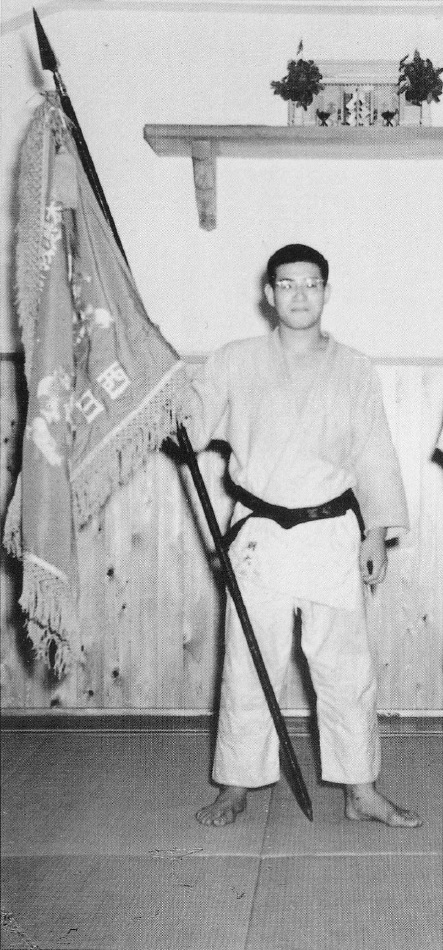
Akio Kaminaga 1956

Akio Kaminaga (jap. 神永 昭夫, Kaminaga, Akio; * 22. Dezember 1936 in Sendai; † 21. März 1993) war ein japanischer Judoka. Er gewann je eine Silbermedaille bei Olympischen Spielen und bei Weltmeisterschaften.

## Karriere
Der 1,79 m große Kaminaga erkämpfte bei den Judo-Weltmeisterschaften 1958 in Tokio die Silbermedaille hinter seinem Landsmann Kōji Sone. 1959 unterlag er Isao Inokuma im Finale der alljapanischen Meisterschaften in der offenen Klasse. In den beiden darauffolgenden Jahren gewann er jeweils im Finale gegen Inokuma. 1964 siegte er zum dritten Mal und wurde für die Olympischen Spiele ausgewählt.
Die olympische Premiere des Judosports fand im Rahmen der Olympischen Spiele 1964 in Tokio statt. Vom 20. Oktober bis zum 23. Oktober wurden Wettbewerbe in drei Gewichtsklassen und in der offenen Klasse ausgetragen. Am 23. Oktober wurde als vierter Wettbewerb die Entscheidung in der offenen Klasse angeboten. In der Vorrunde besiegte Kaminaga den Briten Alan Petherbridge und unterlag dem Niederländer Anton Geesink. Die drei Sieger der Vorrundengruppen waren im Halbfinale, hinzu kam der Sieger der Hoffnungsrunde. Kaminaga besiegte in der Hoffnungsrunde den Iren John Ryan und Thomas Ong von den Philippinen. Im Halbfinale gewann Kaminaga gegen den Deutschen Klaus Glahn. Im Finale unterlag er Anton Geesink nach 9:22 Minuten Kampfdauer.
1972 und 1992 war Kaminaga Coach des japanischen Olympiateams. 1993 starb er an Krebs.